# Notker Füglister
Notker Füglister OSB (* 2. März 1931 in Rapperswil; † 12. September 1996 in Salzburg) war ein katholischer Theologe und Alttestamentler.

## Leben
Als Mönch der Benediktinerabtei Disentis wurde Füglister 1955 zum Priester geweiht. Er studierte katholische Theologie in Einsiedeln und Sant’ Anselmo, wo er 1961 promovierte. Von 1971 bis zu seinem Tod war er Ordinarius für alttestamentliche Bibelwissenschaft an der katholisch-theologischen Fakultät der Universität Salzburg. Schwerpunkte seiner Arbeit waren die Einheit von Altem und Neuem Testament, die Bedeutung des Alten Testaments für Christen und die Spiritualität des Psalmengebets. Er war Mitübersetzer des Münsterschwarzacher Psalters.
Weite Verbreitung erlangte die von ihm neu erarbeitete Verteilung der Psalmen auf die Horen des Stundengebets. Sie sind eines der vier gebräuchlichen Schemen des monastischen Stundengebetes ("Schema B" oder "Füglisterschema) und wurde für den Wochenpsalter des deutschsprachigen benediktinischen Antiphonales von Münsterschwarzach übernommen.

## Psalmen als Poesie
Grundlegend für Füglisters Verständnis des Psalmengebets ist, dass es sich um poetische Texte handelt. Um Poesie erlebbar zu machen, wünscht er sich ein Nachbilden der hebräischen Dichtung in der deutschen Übersetzung. Die Bildersprache, Prägnanz, auch sprachliche Härte dürfe nicht verwässert werden. Wo nötig, sollten Konjekturen „die ungebrochene poetische Struktur, von der so viel abhängt“ wiederherstellen.
Um die Poesie der Psalmen auch im Stundengebet aufnehmen zu können, sei es wichtig, dass die Psalmen zum Charakter der Gebetszeit, des Wochentags und zum Kirchenjahr passen. Zweitens sollten die Psalmen der gleichen Hore zueinander in Beziehung stehen, wozu auch Abwechslung und „wohltuende Kontrastwirkung“ gehörten. Drittens sollten die Psalmen ihrer Gattung entsprechend vorgetragen werden.
Dies alles war in den 1960er Jahren neu und innovativ, war doch die Anordnung der Psalmen bis dahin durch Tradition vorgegeben. Vielfach waren Psalmen nur aufgrund eines Verses und seiner (allegorischen) christlichen Deutung an ihren Platz im Stundengebet gelangt. Füglister dagegen sah jeden Psalm als ein Ganzes und suchte eine Entsprechung zwischen christlichen Festen und Gebetszeiten einerseits, Psalmgattungen andererseits.

## Schriften
- Die Heilsbedeutung des Pascha, Kösel-Verlag, München 1963 (= Studien zum Alten und Neuen Testament. Band 8). Dissertation.
- Das Psalmengebet, München 1965 (2. Auflage. Münsterschwarzach 1997).
- Die Verwendung und das Verständnis der Psalmen und des Psalters um die Zeitenwende. In: Josef Schreiner (Hrsg.): Beiträge zur Psalmenforschung. Echter Verlag, Würzburg 1988, ISBN 978-3-429-01174-1.
- Die eine Bibel – Gottes Wort an uns: Gesammelte Aufsätze. Hrsg. Institut für Alttestamentliche Bibelwissenschaft und Judaistik der Universität Salzburg unter Mitarbeit von Bernhard Kagerer, Tyrolia Verlag, Innsbruck 1999, ISBN 978-3-7022-2225-3.